# Cầu Mária Valéria
Cầu Mária Valéria (tiếng Hungary: Mária Valéria híd, tiếng Slovakia: Most Márie Valérie) là một cây cầu sắt bắc qua sông Danube, để nối liền giữa hai thị trấn Esztergom của Hungary và Štúrovo của Slovakia. Tổng chiều dài cầu là 517,6 mét và chiều rộng đạt 12,3 mét. Công trình xây dựng này được đặt theo tên của Nữ công tước Mária Valéria của Áo.

## Lịch sử
Sau khi người Thổ Nhĩ Kỳ chiếm Esztergom vào năm 1543, một cây cầu phao được xây dựng vào năm 1585. Cây cầu này kết nối hai bờ sông Danube trong gần 100 năm. Toàn bộ cây cầu đã bị phá hủy vào năm 1683.
Cầu Mária Valéria được xây dựng vào năm 1895. Vị trí mới của cầu Mária Valérie cách cây cầu phao ban đầu khoảng 120 mét về phía thượng lưu sông Danube. Đây là một vị trí lý tưởng vì là con đường ngắn nhất để đến trung tâm của Esztergom.
Sau Chiến tranh thế giới thứ nhất, cây cầu bị nổ tung vào ngày 26 tháng 7 năm 1919. Công việc phục hồi cây cầu kéo dài từ năm 1922 đến năm 1927. Cầu Mária Valéria một lần nữa bị quân đội phát xít Đức phá hủy vào năm 1944. Trong 57 năm sau đó, không có cây cầu nào nối giữa Štúrovo và Esztergom. Cầu Maria Valérie được xây dựng và kết nối hai bờ sông trở lại vào năm 2001.

## Hình ảnh

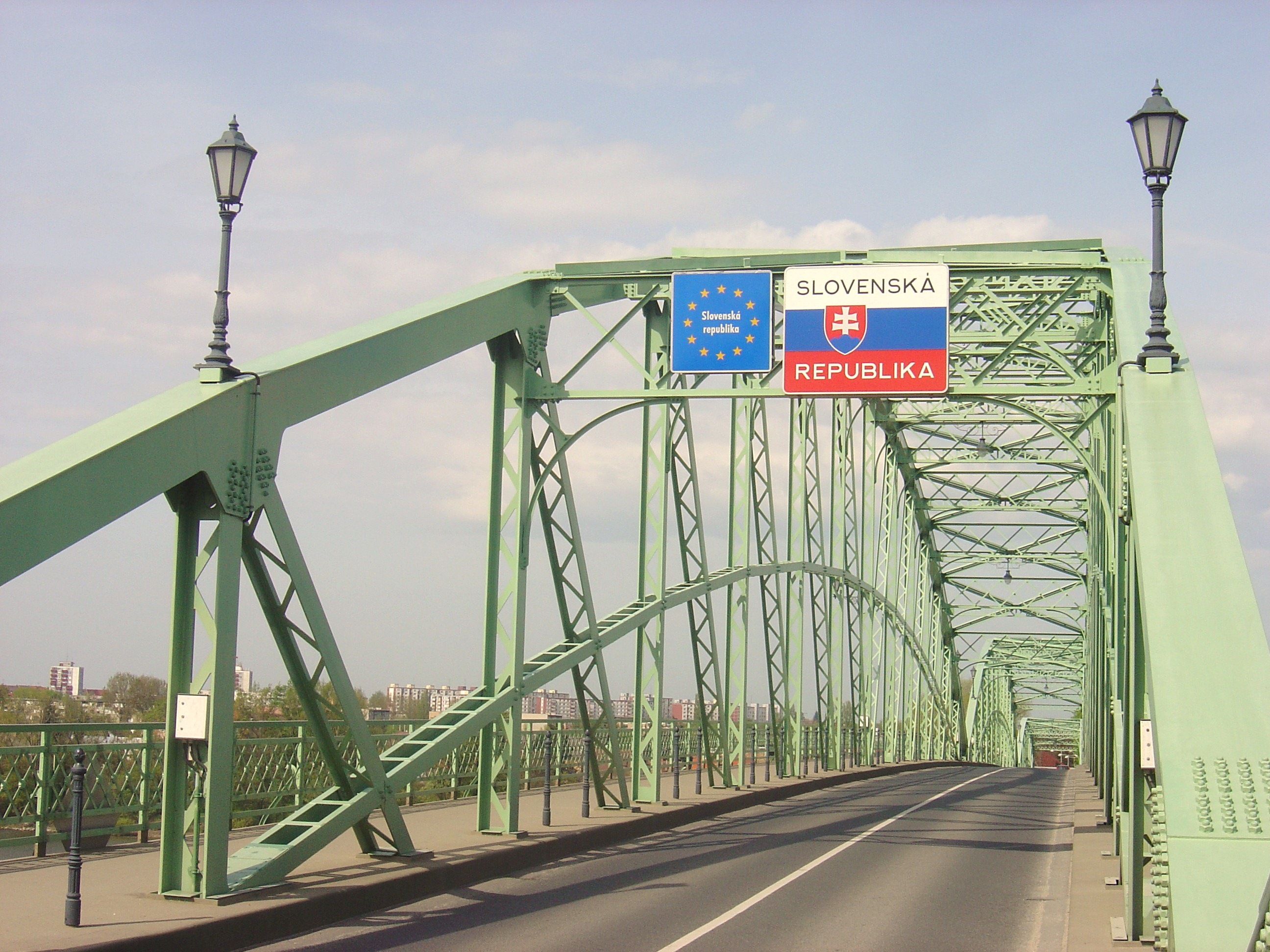
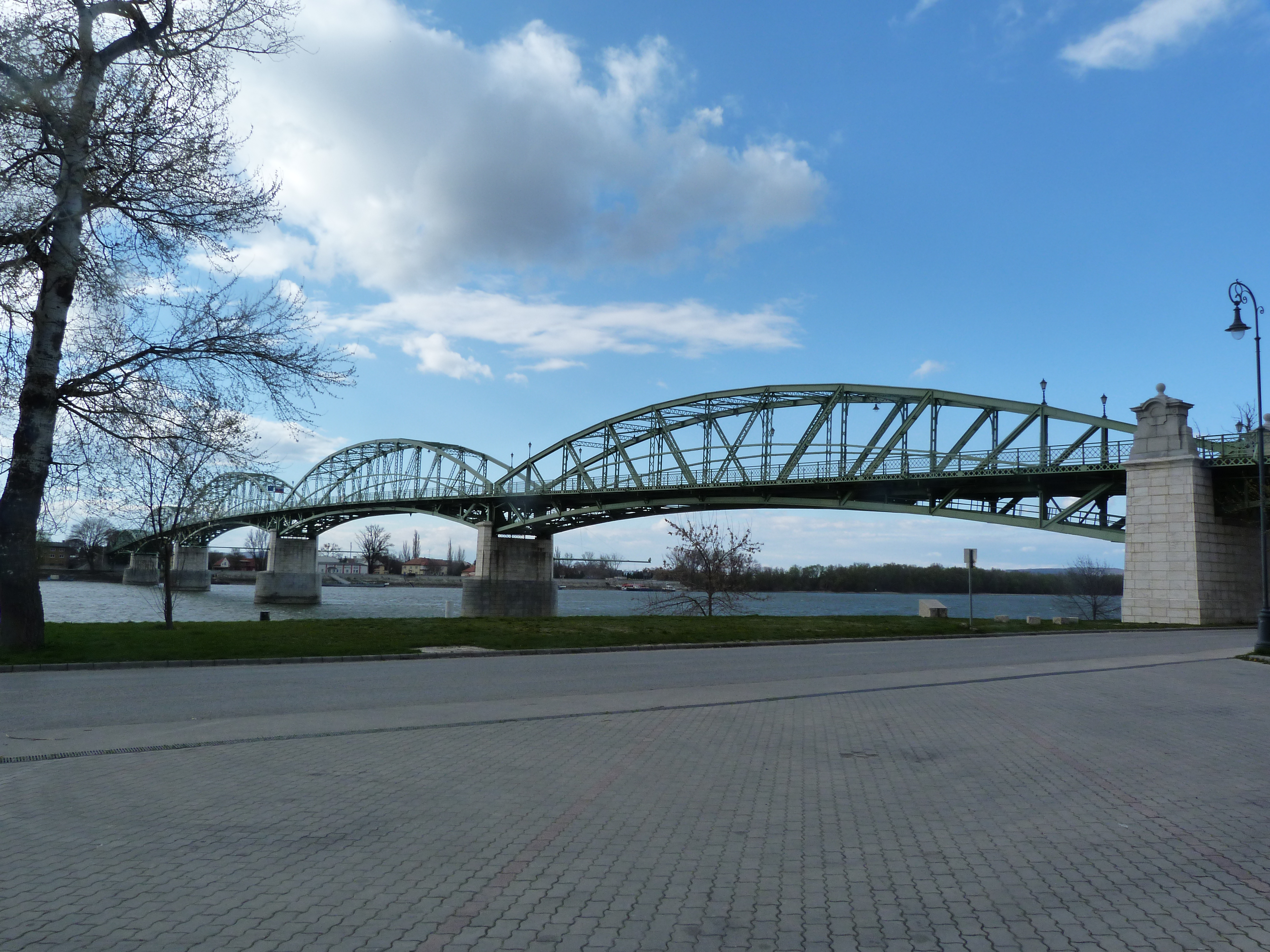
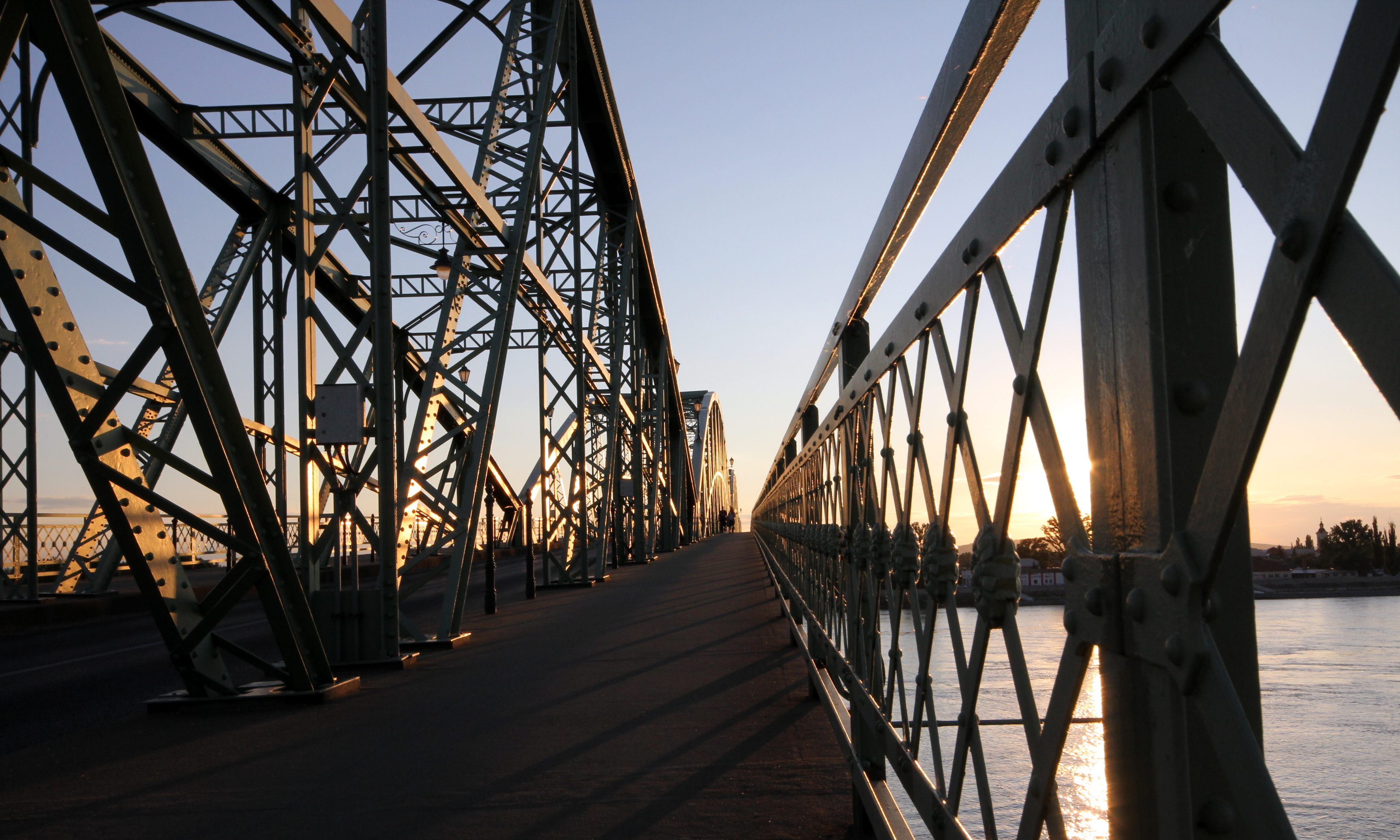